# Bavli

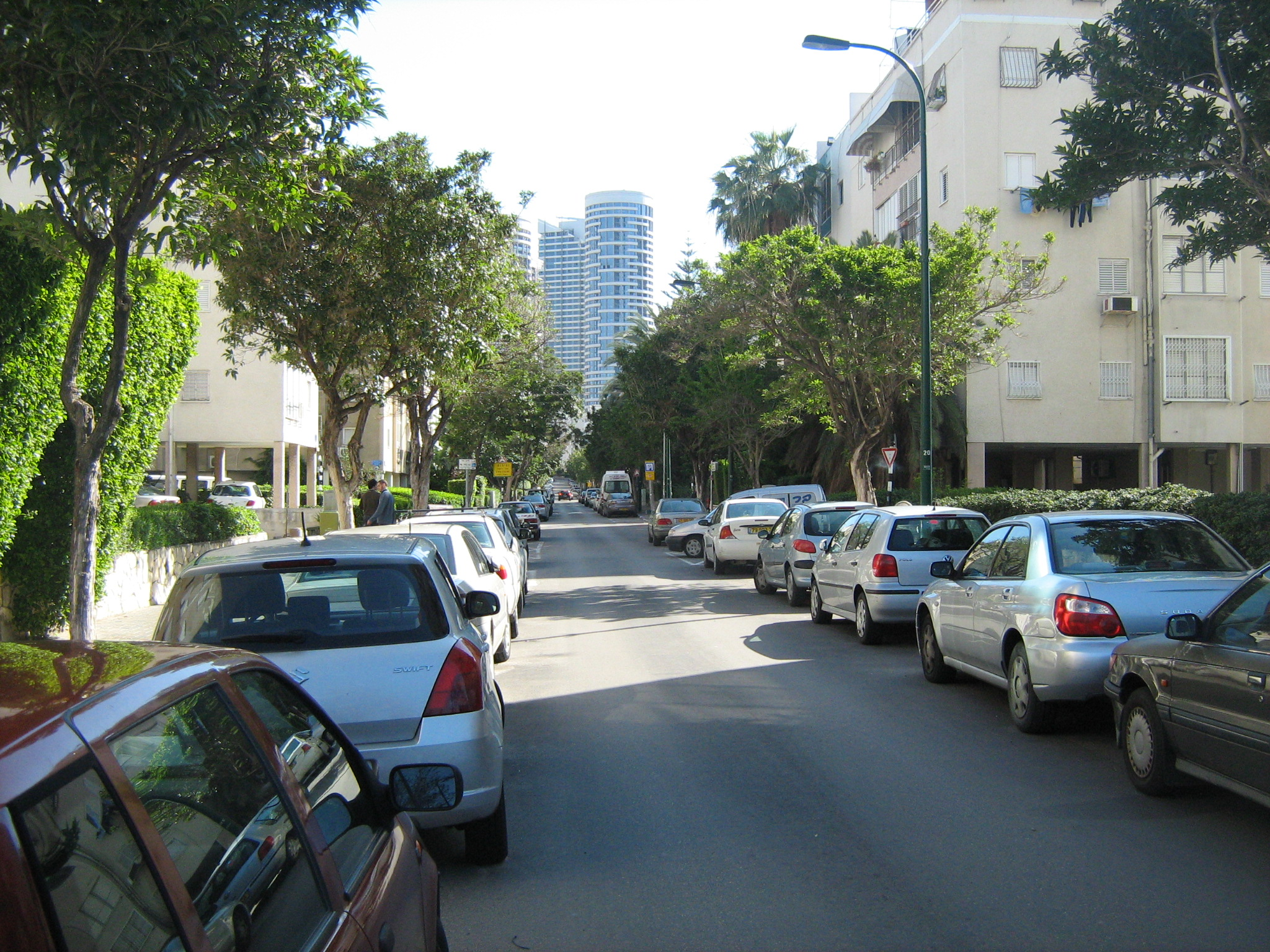
Zástavba v čtvrti Bavli, ulice ha-Zohar

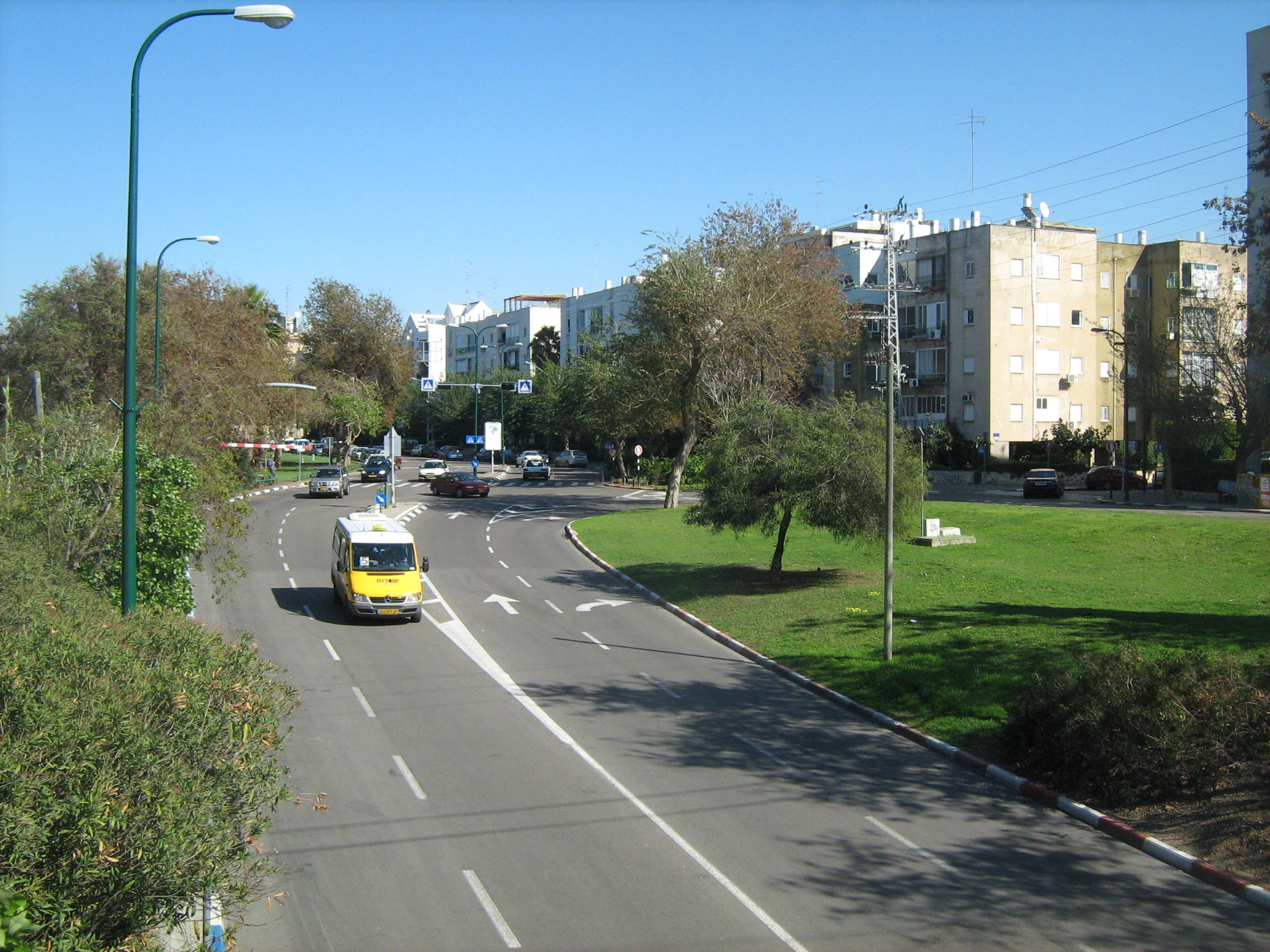
Zástavba v čtvrti Bavli, pohled z mostu přes Jarkon

Bavli (hebrejsky: בבלי) je čtvrť v centrální části Tel Avivu v Izraeli. Je součástí správního obvodu Rova 4 a samosprávné jednotky Rova Bnej Dan.

## Geografie
Leží na severovýchodním okraji centrální části Tel Avivu, cca 2,5 kilometru od pobřeží Středozemního moře, na jižním břehu řeky Jarkon, v nadmořské výšce okolo 10 metrů. Podél východního okraje čtvrtě vede takzvaná Ajalonská dálnice (dálnice číslo 20), se kterou paralelně vede také železniční trať. Podél této dálnice ústí do Jarkonu z jihu tok Nachal Ajalon.

## Popis čtvrti
Čtvrť na severu vymezuje tok řeky Jarkon a přilehlý zelený pás (park Jarkon), podél kterého prochází třída Sderot Rokach, na jihu je hranicí čtvrtě ulice ha-Rav Šlomo Goren a Ja'abec, na východě Ajalonská dálnice a na západě třída Derech Namir. Na jihu sousedí čtvrť s urbanistickým okrskem Giv'at Amal Bet (bývá považován za podčást Bavli). Zástavba má charakter husté blokové městské výstavby. V roce 2007 tu žilo 8293 lidí.  Dál na jih odtud leží nově budovaná čtvrť Park Cameret tvořená souborem výškových obytných budov.